# Раніжув
Раніжув (пол. Raniżów) — село в Польщі, у гміні Раніжув Кольбушовського повіту Підкарпатського воєводства.
Населення — 2236 осіб (2011).
У 1975-1998 роках село належало до .

## Демографія
Демографічна структура станом на 31 березня 2011 року:
|          | Загалом | Допрацездатний вік | Працездатний вік | Постпрацездатний вік |
| -------- | ------- | ------------------ | ---------------- | -------------------- |
| Чоловіки | 1157    | 265                | 803              | 89                   |
| Жінки    | 1079    | 227                | 671              | 181                  |
| Разом    | 2236    | 492                | 1474             | 270                  |